# West Union, Oregon
West Union là một cộng đồng chưa hợp nhất nằm trong quận Washington, Oregon, Hoa Kỳ. Cộng đồng này có nghĩa trang xưa nhất trong tiểu bang và nhà thờ Baptist đầu tiên ở phía tây Rặng Thạch Sơn. Nó nằm ở phía bắc Hillsboro gần ngã tư của Đường West Union và Đường Cornelius Pass, phía bắc Xa lộ Sunset.

## Lịch sử
Nó được thành lập vào năm 1851 và có học khu đầu tiên trong quận. Cái tên của nó có nguồn gốc từ một khu rừng nhỏ có 5 cây Oak là nơi họp hội của những người định cư khi xưa gọi là "union of the west." West Union có một bưu điện hoạt động từ năm 1874 đến năm 1894.

## Địa lý
Như được quận định ranh giới, cộng đồng này nằm ở phía nam Đường West Union và phía bắc Xa lộ Sunset (Xa lộ Hoa Kỳ 26). Ranh giới phía đông là Đường Cornelius Pass. West Union nằm trên những ngọn đồi nhỏ và những cánh đồng phẳng với Lạch Dawson và rút nước cho khu vực.
Cộng đồng chung của West Union bao phủ một vùng rộng lớn hơn và bao gồm những khu vực phía bắc và phía đông của khu vực cộng đồng được quận vạch ranh giới. Từ năm 1983, nhiều phần của khu vực cộng đồng đã bị sáp nhập vào thành phố Hillsboro. Dân số vào năm 1983 là 35 người.

## Nhà thờ
Năm 1844, các cư dân đã khởi công xây dựng Nhà thờ Baptist West Union. David Lenox quyên tặng 2 mẫu Anh vào năm 1853 để xây nhà thờ và nghĩa trang cho cộng đồng. Nhà thờ trở thành nhà thờ Baptist xưa nhất nằm ở phía tây Rặng Thạch Sơn. Các nhà tiên phong là Caleb Wilkens và George W. Ebbert được chôn cất trong nghĩa địa này  là nghĩa địa xưa nhất trong tiểu bang Oregon.
Nhà thờ này được ghi tên vào danh sách National Register of Historic Places năm 1974.